# Campus de Bellevue
Situé près de l'Hôpital de Bellevue au sud de Saint-Étienne, le Campus de Bellevue était spécialisé dans la médecine. Il était en liaison avec les autres hôpitaux de Saint-Étienne (dans une structure de centre hospitalier universitaire). 
Il était composé de :
- la faculté de médecine et des sciences de la santé Jacques-Lisfranc avec les départements médecine, dentaire, sciences médicales appliquées, et recherche médicale ;
- une bibliothèque universitaire, section médecine ;
- une cafétéria.

Au cours de l'année 2015, le campus de Bellevue, devenu vétuste, est fermé. Les infrastructures qui le composent sont intégralement transférées sur le nouveau campus « santé innovation » situé à proximité de l'Hôpital Nord à Saint-Priest-en-Jarez. Ce nouveau centre accueille également le service de myologie et médecine du sport du centre hospitalier universitaire de Saint-Étienne ainsi que le centre ingénierie et santé (CIS) de l'École nationale supérieure des mines de Saint-Étienne.